# Laurent Birfuoré Dabiré

Wappen von Laurent Birfuoré Dabiré als Erzbischof von Bobo-Dioulasso

Laurent Birfuoré Dabiré (* 17. September 1965 in Dissin) ist ein burkinischer Geistlicher und römisch-katholischer Erzbischof von Bobo-Dioulasso.

## Leben
Laurent Birfuoré Dabiré empfing nach dem Studium der Philosophie und Theologie in seinem Heimatland am 29. Dezember 1995 die Priesterweihe für das Bistum Diébougou.
Nach der Priesterweihe lehrte er zunächst am Knabenseminar St. Tarzisius in Diébougou. Von 1998 bis 2005 studierte er in Rom und wurde an der Päpstlichen Lateranuniversität zum Doktor beider Rechte promoviert. Nach der Rückkehr in die Heimatdiözese war er Offizial und Kanzler der Diözesankurie. 2006 wurde er zusätzlich Mitarbeiter des Kirchengerichts der Kirchenprovinz Bobo-Dioulasso. Seit 2011 war er außerdem Professor für Rechtswissenschaft an den neugegründeten Universitäten von Bamako in Mali.
Am 31. Januar 2013 ernannte ihn Papst Benedikt XVI. zum Bischof von Dori. Der Erzbischof von Koupéla, Séraphin François Rouamba, spendete ihm am 4. Mai desselben Jahres die Bischofsweihe; Mitkonsekratoren waren Raphaël Kusiélé Dabiré, Bischof von Diébougou, und Joachim Ouédraogo, Bischof von Koudougou.
Papst Franziskus bestellte ihn am 18. Dezember 2024 zum Erzbischof von Bobo-Dioulasso. Die Amtseinführung erfolgte am 2. Februar 2025.